# Liste der Bodendenkmale in Dessau-Roßlau
In der Liste der Bodendenkmale in Dessau-Roßlau sind alle Bodendenkmale der kreisfreien Stadt Dessau-Roßlau und ihrer Stadtteile aufgelistet. Grundlage ist die Veröffentlichung der Landesdenkmalliste mit Stand vom 25. Februar 2016.  Die Baudenkmale sind in der Liste der Kulturdenkmale in Dessau-Roßlau aufgeführt.
| Denkmal-ID | Fundart                | Ortsteil     | Bezeichnung                               | Zeitstellung       | Lage | Bemerkungen | Bild |
| ---------- | ---------------------- | ------------ | ----------------------------------------- | ------------------ | --- | --- | ---- |
| 428300988  | Grabmal                | Brambach     | Gräberfeld                                | Mittelalter        | 0,2 km nordöstlich vom Ort ()                                                                                   | Ackerfläche, keine Grabhügel oberirdisch wahrnehmbar. |      |
| 428300538  | Befestigung > Wall     | Dessau-Stadt | Burganlage                                | Mittelalter        | 3,5 km nördlich von Waldersee, an der Pelze – ca. 300 m östlich der Wasserburg „Wüste Schloss Waldersee“ (Lage) | Burgwall mit kleinerer umwallter Nebenfläche (flacher Graben) im Osten |      |
| 428300537  | Befestigung > Burg     | Dessau-Stadt | Wasserburg „Wüste Schloss Waldersee“      | Mittelalter        | 3,5 km nördlich von Waldersee, zwischen Mulde und Pelze (Lage)                                                  | Wasserburg durch 3 – 4 (äußerer 4. Graben) Wall-Graben-Anlagen markant abgeteilte Burganlage. Die Zugehörigkeit des 4. sehr flachen Walles und Graben zur Anlage ist nicht gesichert. Zentraler Burgbereich ist strukturell stark verändert. |      |
| 428301001  | Befestigung > Burg     | Kühnau       | Burgruine Reina                           | undatiert          | 2,5 km nordnordwestlich vom Ort in der Elbe, 1,8 km östl. von Brambach (Lage)                                   | Mauerreste (Rechteck ca. 25 × 80 m) sind nur bei sehr niedrigen Wasserstand sichtbar. |      |
| 428300534  | Befestigung > Wall     | Kühnau       | Wasserburg „Schlossberghau“               | Mittelalter        | 2,5 km nordwestlich vom Ort Kühnau, im Kühnauer Forst, als Burg Reina bezeichnet ()                             | durch dichten Bewuchs kaum erkennbare Strukturen |      |
| 428301000  | Befestigung > Wall     | Kühnau       | Wallanlage                                | Mittelalter        | 2,6 km nordöstlich von Großkühnau (Lage)                                                                        | Evtl. spätmittelalterliche bis frühneuzeitliche Anlage (?) Wall im Westen und im Norden noch am deutlichsten ausgeprägt. |      |
| 428300533  | Befestigung > Burg     | Kühnau       | Wasserburg „Burg Kühnau“                  | Mittelalter        | 1,0 km östlich vom Ort Großkühnau (Lage)                                                                        | Wasserburg liegt in der sumpfigen Niederung östl. des Kühnauer Sees, gut erkennbare Wall-Graben-Struktur mit annähernd quadratischer Form |      |
| 428301002  | besonderer Stein       | Meinsdorf    | Findlingsgruppe                           | undatiert          | Ortsrand, Wiese (Lage)                                                                                          | Ein großer Findling (Material Granit, Mittelschweden, 2 × 3,5 × 1,3 m groß) wird von kleineren Steinen unterfüttert. Es könnte sich auch um die Reste eines Großsteingrabes handeln.                                                         |      |
| 428300535  | Befestigung > Burg     | Mildensee    | Wasserburg „Schlossberg“                  | Mittelalter        | 0,8 km westlich vom Ort, auf dem Schlossberg zwischen Judengraben und Poetenwall (Lage)                         | Burgwall in der östlichen Muldeaue, erhabenes östlich angrenzendes Plateau durch Wasserlauf umgrenzt |      |
| 428300536  | Befestigung > Wall     | Mosigkau     | Burgwall „Burgstadel“                     | Mittelalter        | 1,1 km nördlich vom Ort, auf einer Düne im Niederungsgebiet am Wallburggraben. (Lage)                           | umzäuntes Weideland; im Süden und Osten noch deutliche Burgwallstruktur erkennbar, |      |
| 428301004  | Befestigung            | Neeken       | Wasserwirtschaftsanlage                   | undatiert          | 1,9 km südöstlich vom Ort an der Elbe (Lage)                                                                    | Flechtwerk im Uferbereich |      |
| 428301003  | besonderer Stein       | Neeken       | besonderer Stein, kein OBD                | Neuzeit (ab ~1500) | 1,9 km südöstlich vom Ort (Lage)                                                                                | |      |
| 428301005  | Grabmal > Megalithgrab | Rietzmeck    | Großsteingrab                             | Neolithikum        | Feld 300 m östlich Ort ()                                                                                       | Vor Ort nicht zu lokalisieren. |      |
| 428300996  | Wüstung                | Rietzmeck    | Siedlung „Thieleberger Heide“             | Neolithikum        | 0,8 km westlich vom Ort ()                                                                                      | vormals Brambach, OT Rietzmeck, keine Strukturen eines obertägig sichtbaren Bodendenkmals |      |
| 428301006  | Befestigung            | Roßlau       | Befestigung                               | Mittelalter        | östlicher Ortsrand ()                                                                                           | Teil der Wasserburg ? |      |
| 428300997  | Befestigung > Burg     | Roßlau       | Wasserburg „Schloss“                      | Mittelalter        | östlicher Ortsrand, Bergfried (Lage)                                                                            | Die Anlage wurde im 19. Jh. modernisiert und überbaut. |      |
| 428300870  | Grabmal > Grabhügel    | Sollnitz     | Hügelgräberfeld Zwergsberge, 45 Grabhügel | Bronzezeit         | 800 m nordwestlich Möhlau (Lage)                                                                                | |      |
| 428300859  | Grabmal > Grabhügel    | Sollnitz     | Hügelgräberfeld Küchenberge, 47 Grabhügel | Bronzezeit         | 1,5 km südöstlich vom Ort, Gruppe von 47 Hügeln (Lage)                                                          | |      |
| 428300858  | Befestigung > Burg     | Sollnitz     | Wasserburg „Schlossberg“                  | Mittelalter        | 1,0 km südl. vom Ort (Lage)                                                                                     | Burghügel hat Höhe von ca. 10 m. Der Burgberg ist umwehrt im Westen von einem 3er Graben-Wall-System, im Osten von einem 2er Graben-Wall-System. Wassergräben sind heute z. T. noch schlammig bzw. wässrig.                                  |      |